# ستيوارت بايرون
ستيوارت بايرون (بالإنجليزية: Stuart Byron)‏ هو ناقد سينمائي وصحفي أمريكي، ولد في 1941، وتوفي في 1991.

## وصلات خارجية
- ستيوارت بايرون على موقع روتن توميتوز (الإنجليزية)